# Ашборнский пастор
«Ашборнский пастор» (фр. Le Pasteur d’Ashbourn) — роман Александра Дюма, написанный им в годы брюссельской ссылки (1851—1853). Первая публикация — газета «Le Pays», 23 февраля — 11 июня 1853 года. Отдельное издание вышло в том же году в Брюсселе.

## Сюжет
Роман сочетает черты готического романа XVIII века, сентиментального романа в письмах и мистифицированного автобиографического очерка.
Повествование, которое локализовано в Англии второй половины XVIII века, поначалу развивается в духе сентиментального романа в письмах. Главный герой, простодушный сельский священник Бемрод, влюбляется в молодую и прекрасную Дженни, вступает с ней брак; на беду, у него появляется порочный соперник — управляющий Стифф. В дальнейшем читатель погружается в атмосферу мистики. Людские судьбы решает трагический рок, и призрак безутешной дамы в сером уводит пастора из XVIII века в XVII. В эпилоге на сцену выходит сам Александр Дюма, повествующий о своей поездке (скорее всего, вымышленной) в Англию в 1850 году. Приводится также биографический очерк, посвященный Байрону.

## Источник
Первая часть книги представляет собой переработку французского перевода романа известного немецкого писателя Августа Лафонтена «Leben eines armen Landpredigers» (1800—1801; на русском языке выходил под названием «Новые семейственные картины, или Жизнь бедного священника немецкой деревни и его детей», 1805—1806). Непримиримый оппонент Дюма, Эжен де Миркур, обвинил писателя в плагиате. Однако Дюма не скрывает своей зависимости от первоисточника и на страницах «Ашборнского пастора» упоминает книгу Лафонтена:
 — Прежде всего я сказал бы, что когда-то прочел роман Августа Лафонтена, который начинается точно так же.

— Август Лафонтен приезжал в Англию в конце прошлого века; кто вам сказал, что он не был знаком с добрым господином Бемродом?..
При этом во второй части своего романа Дюма значительно отдаляется от «Новых семейственных картин».
В первую часть романа Дюма вставил почти полный (две строфы опущены) французский перевод знаменитого стихотворения Томаса Грея «Элегия на сельском кладбище» (1750).

## Возможный соавтор
По мнению некоторых исследователей, соавтором «Ашборнского пастора» мог быть авантюрист Макс де Гориц, он же Майер, который сумел втереться в доверие к Дюма и помогал ему с переводами с немецкого.
.